# Josef Vockner

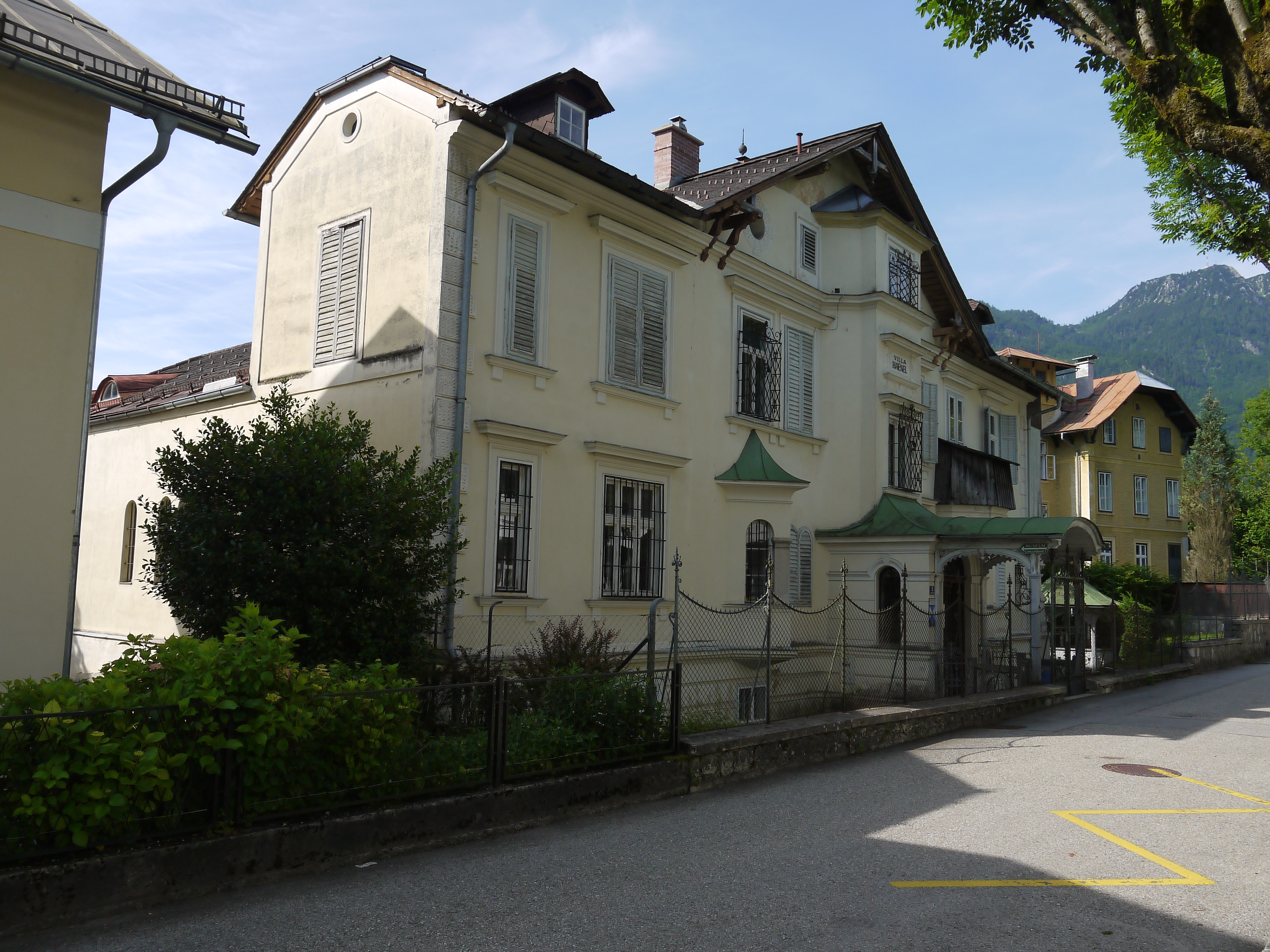
Villa Vockner in Bad Ischl

Josef Vockner (* 18. März 1842 in Ebensee; † 11. April 1906 in Wien) war ein österreichischer Komponist und Organist.

## Leben und Wirken
Josef Vockner erhielt ersten Musikunterricht von seinem gleichnamigen Vater. Er begann im Alter von 16 Jahren eine Lehre als Schreiber in der Saline von Ebensee. Nachdem er diesen Dienst quittiert hatte, gab er privaten Musikunterricht und wurde Organist in Ischl. 1871 übersiedelte nach Wien und war ab 1876 Schüler von Anton Bruckner. 1890 übernahm er Bruckners Professur am Konservatorium der Gesellschaft der Musikfreunde in Wien, wo Ella Pancera zu seinen Schülern gehörte.
Zu seinen Werk, das 112 Opusnummern umfasst, gehören das Oratorium Das Weltgericht (1897 vom Wiener Singverein uraufgeführt), eine Violinsonate in D-Dur op. 4, ein Klavierquartett in C op. 6, ein Klavierquintett op. 70, Lieder, mehrere Messen und Werke für Orgel.